# 刺竹子
刺竹子（学名：Chimonobambusa pachystachys）为禾本科方竹属下的一个种。

## 扩展阅读
- 維基物種上的相關：刺竹子